# Pătrăuți (gmina)
Pătrăuți – gmina w Rumunii, w okręgu Suczawa. Obejmuje tylko jedną miejscowość Pătrăuți. W 2011 roku liczyła 4567 mieszkańców.